# Elezioni dell'Assemblea costituente in Corea del Sud del 1948
Le elezioni dell'Assemblea costituente in Corea del Sud si tennero il 10 maggio 1948  sotto l'occupazione militare americana, con la supervisione delle Nazioni Unite. Le elezioni furono vinte dall'Associazione Nazionale per la Rapida Realizzazione dell'Indipendenza Coreana, che ottenne 55 seggi su 200, mentre gli indipendenti erano ben 85. L'affluenza fu del 95,5%

## Contesto
Le elezioni furono un importante traguardo per la politica coreana: i coreani non avevano mai avuto una Costituzione scritta e il governo era debole ed instabile. La Corea del Sud non aveva ancora stabilito una repubblica democratica funzionante, e questo doveva essere il primo passo in quella direzione. Le elezioni avrebbero portato ad una Costituzione basata su quella degli Stati Uniti e ad una democrazia di stampo occidentale come quelle dei Paesi delle Nazioni Unite.
In realtà, le elezioni non avvennero regolarmente, e non furono affatto prive di brogli. Nel 1948, l'idea di tenere elezioni di qualunque tipo in Corea del Sud era un problema di rilevanza globale. L'8 e il 9 maggio 1948 i delegati delle Nazioni Unite di Australia, Canada, India e Siria espressero i loro dubbi al riguardo, e il giorno seguente rigettarono completamente i risultati delle elezioni che si erano appena tenute. I delegati delle Nazioni Unite ritenevano che le elezioni non potessero esprimere validamente la volontà popolare dopo soli tre anni di indipendenza del Paese. Ci furono persino politici coreani che affermarono che le elezioni avrebbero infranto le speranze di riunificazione con la Corea del Nord. Comunque, la Legislatura ad interim sudcoreana si espresse a favore delle elezioni (40 voti favorevoli e 0 contrari), e non fu nemmeno possibile posticiparle.
Furono molte anche le contraddizioni interne. Inizialmente, le elezioni divevano riguardare l'intera penisola coreana, ma l'Unione Sovietica ed il Presidente nordcoreano Kim Il-sung si opposero alle ingerenze americane e rifiutarono l'entrata dei supervisori delle Nazioni Unite. Pertanto, esse si tennero unicamente nel territorio amministrato dagli Stati Uniti, e riguardarono esclusivamente la Corea del Sud. Per questo motivo, Kim Gu e Kim Kyu-sik denunciarono che le elezioni avrebbero posto fine alle speranze di riunificazione con la Corea del Nord. Malgrado le polemiche, le elezioni si tennero, i votanti elessero i membri dell'Assemblea costituente, che in seguito avrebbe scritto la Costituzione ed eletto il Presidente. Inizialmente, furono lasciati 100 seggi vuoti da assegnare alla Corea del Nord qualora quest'ultima avesse potuto votare.

## Esito
Le elezioni si tennero in un clima di terrorismo che causò la morte di 600 persone tra marzo e maggio.Dopo la liberazione della Corea dal dominio giapponese, Syngman Rhee aveva fatto ritorno a Seul prima degli altri leader indipendentisti, poiché era l'unico noto alle forze Alleate. Così, nel 1945 era stato eletto presidente del governo provvisorio della Corea liberata e con il tacito consenso delle forze di occupazione alleata aveva intrapreso una campagna contro il diffondersi del comunismo in Corea, che però venne sfruttato dallo stesso presidente coreano per rimuovere ogni possibile o potenziale oppositore o rivale politico. Ad aprile la Corea del Nord organizzò una conferenza per la riunificazione della Corea a Pyongyang. Sia Kim Koo, sia Kim Kyu-sik parteciparono alla conferenza. La conferenza includeva ogni tentativo di riunificazione, ma non riuscì a posticipare le elezioni del 10 maggio. Non tutti i sudcoreani supportarono le elezioni, Kim Koo e Kim Kyu-sik cercarono entrambi di boicottarle. Gli abitanti dell'Isola di Jeju videro le elezioni come un tentativo da parte del governo militare americano sotto la bandiera delle Nazioni Unite di creare un regime separato in Corea del Sud e di imporre come primo Presidente Syngman Rhee, ma la polizia sparò ed uccise i manifestanti. In occasione del massacro di Jeju, decine di migliaia di persone furono uccise dagli ufficiali sudcoreani o dalle forze di estrema destra. Sebbene l'obiettivo non fosse quello di separare le elezioni sudcoreane da quelle nordcoreane, nonostante i brogli e la palese irregolarità del voto, questa fu la prima volta in cui i cittadini coreani poterono votare per un'assemblea legislativa nazionale, perché la Corea era stata sotto il dominio coloniale giapponese dal 1910 al 1945 e prima ancora era stata governata per mezzo millennio dalla dinastia Yi (vedi Joseon), la famiglia reale coreana, e dagli ufficiali.

## Risultati
| Liste                            | Voti      | %    | Seggi |
| -------------------------------- | --------- | ---- | ----- |
| NARRKI                           | 1.755.543 | 26,1 | 55    |
| Partito Democratico di Corea     | 916.322   | 13,5 | 29    |
| Partito della Gioventù Taedang   | 655.653   | 9,6  | 12    |
| Partito Nazionale della Gioventù | 151.043   | 2,2  | 6     |
| Federazione del Lavoro Taehan    | 106.629   | 1,6  | 1     |
| Federazione degli Agricoltori    | 52.512    | 0,8  | 2     |
| Altri partiti                    | 401.554   | 5,9  | 10    |
| Indipendenti                     | 2.745.483 | 40,3 | 85    |
| Totale                           | 7.216.942 |      | 100   |
| Schede bianche/nulle             | 270.707   |      |       |
| Totale                           | 7.847.649 | 100  | 200   |
| Elettori/Affluenza               | 7.840.871 | 95,5 |       |

## Conseguenze del voto
Il 17 luglio 1948 l'Assemblea costituente approvò la prima Costituzione della Corea del Sud, che istituì un sistema con un presidente forte, che era eletto direttamente dall'Assemblea Nazionale. Sebbene originariamente fosse stato proposto un governo di tipo ministeriale, l'opposizione di numerosi politici in cerca di potere impedì la sua attuazione a favore di un governo presidenziale. La Corea del Sud, dunque, rimase nelle mani dei partiti di estrema destra nazionalisti, anticomunisti e filoamericani, che governarono il Paese in modo autoritario. Il 20 luglio del 1948 Syngman Rhee fu eletto primo presidente dall'Assemblea costituente battendo il rivale Kim Koo. Con la creazione del governo di Rhee, anche la sovranità de iure passò al nuovo governo. Il 15 agosto 1948 fu formalmente istituita la Repubblica di Corea, mentre il 9 settembre 1948 fu istituita sotto Kim Il-Sung la Repubblica Democratica Popolare di Corea.
Il 12 dicembre 1948, con la sua risoluzione 195 nella terza Assemblea generale, le Nazioni Unite riconobbero la Repubblica di Corea come l'unico governo legale della Corea.
Nel periodo 1945-1950 gli Stati Uniti e le autorità sudcoreane realizzarono una riforma terriera che includeva l'istituzione della proprietà privata. Confiscarono e ridistribuirono tutta la terra detenuta dal governo coloniale, dalle società e dai singoli coloni giapponesi durante l'occupazione. Il governo coreano realizzò una riforma in cui i coreani con grandi possedimenti fondiari furono obbligati a spogliarsi della maggior parte della loro terra. Fu creata in tal modo una nuova classe di proprietari familiari e indipendenti.
Il governo nazionalista continuò molte delle pratiche del governo militare statunitense, tra cui la repressione brutale dell'attività dei movimenti di sinistra. Il governo Rhee proseguì la severa azione militare contro la rivolta di Jeju e soffocò le rivolte militari a Suncheon e Yeosu, che furono provocate dal rifiuto delle truppe di ubbidire agli ordini di partire per Jeju e partecipare al giro di vite.
Rhee cercò di schierare saldamente il suo governo con gli Stati Uniti e contro sia la Corea del Nord sia il Giappone. Quella della prima repubblica di Corea, prima e dopo la guerra di Corea, fu una politica di "unificazione mediante la forza". Anche se ebbero luogo alcuni colloqui tesi alla normalizzazione dei rapporti con il Giappone, essi ebbero scarsi risultati. Nel frattempo il governo incassò grosse somme di aiuti dagli statunitensi, in importi talora quasi equivalenti all'intero bilancio nazionale.